# Maggie O'Neill
Maggie O'Neill, född 1959, är en brittisk sociolog och kriminolog. Hon har sedan 1990-talet verkat på flera brittiska och irländska universitet, ofta med forskning relaterad till feministiska studier runt olika delar av sexbranschen.

## Biografi
O'Neill växte upp i nordöstra England, som barnbarn till utvandrare från Irland. Både hennes far och farfar arbetade i kolgruvor och stålindustrin. Hon hade därmed en tydlig medvetenhet som arbetarklass, men även som kvinna inom arbetarklassen vilket formade ett feministiskt intresse. O'Neill var den första i släkten som studerade på universitet, där hon intresserade sig för kritisk och feministisk teori.
Hon avlade sin filosofie doktorsexamen 1996, inom sociologi. I sin doktorsavhandling ägnade hon sig åt att utforska de "transformativa möjligheterna att genomföra deltagande aktionsforskning runt sexarbetare i feministiskt syfte". Dessförinnan hade hon tänkt skriva sin avhandling om Theodor Adornos estetik, ur perspektivet om konstens transformativa roll. Detta skedde samtidigt som hon arbetade på deltid som föreläsare i ämnen som feminism, genus och samhälle vid Nottingham Trent University. O'Neill är en övertygad feminist.

### Akademisk karriär
O'Neill har under yrkeslivet arbetat på flera brittiska och irländska universitet, i regel i skärningspunkten mellan sociologi och kriminologi. Den akademiska karriären inleddes med tio år vid sociologisektionen på Nottingham Trent University, vilket följdes av elva år vid Staffordshire University och därefter – fram till 2009 – på institutionen för kriminologi och socialpolitik vid Loughborough University. Mellan 2009 och 2016 var hon anställd som professor i kriminologi vid Durham University, varefter hon övergick till en liknande tjänst på University of York och rektor vid Ustinov College. Under sin tid på universitetet i York fungerade hon (bland annat vid sidan av Teela Sanders) som medgrundare och medansvarig för Sex Work Research Hub, ett akademiskt forskningsnätverk med fokus på forskning runt sexbranschen.
Därefter flyttade hon till Irland, där hon blivit chef för institutionen för sociologi och kriminologi vid University College Cork (UCC). 2023 utnämndes O'Neill till chef för UCC-institutionen UCC Futures – Collective Social Futures.

### Forskning och skrivande
1989/1990 inledde O'Neill sitt forskningsarbete inom problematiken kring prostitution, kvinnors erfarenheter och hur sociala nätverk påverkas. Det började via det första POW-projektet (Prostitute Outreach Workers Project) i Nottingham. Prostitution/sexarbete är lagligt i Storbritannien men under ett antal begränsningar; offentlig marknadsföring är olagligt, liksom samboende med en person över 18 år. Under forskningsprojektet blev hon vittne till polisvåld mot en sexarbetare och inkallad till domstol som vitten; detta ledde till att ämnet för den pågående doktorsavhandlingen bytte fokus och till ett långvarigt intresse för sexarbetares arbets- och levnadsvillkor.
I början av 1990-talet genomförde hon i samarbete med andra en pilotstudie kring kvinnliga sexarbetare, deras behov och egenmakt, som del av projektet Safer Cities i Midlands. Detta ledde till ökat samarbete mellan socialtjänsten och sexarbetare på lokal nivå, liksom även utarbetandet av bättre rådgivning för yrkesvägledning av sexarbetare som ville byta yrke. Sedan 1998 har hon även forskat på påtvingad migration.
Genom karriären har O'Neill i första hand ägnat sig åt deltagande aktionsforskning, det vill säga forskning som syftar till att eliminera eller reducera missförhållanden, i samarbete med personerna som berörs av åtgärderna.
Hon har även forskat utifrån etnografiska och biografiska perspektiv, liksom med deltagande kulturverksamhet.
O'Neill har författat eller fungerat som redaktör för ett antal böcker med koppling till sin forskning runt sexbranschen eller olika kriminologiska problemställningar. Detta inkluderar Prostitution and Feminism (2001) och Prostitution: sex work, policy and politics (2009, författad i samarbete med Teela Sanders). 2012 kom Transgressive Imagination (skriven ihop med Seal Lizzie) och 2020 Walking Methods. Den sistnämnda boken diskuterar promenad som konstnärlig verksamhet och dess effekter.

### Övriga aktiviteter
Sedan 2023 är O'Neill medlem av Royal Irish Academy. Detta är den högsta akademiska utnämningen i Irland, och medlemskapet kan tilldelas den som är bosatt i Irland.